# Moschea di Toklu Dede

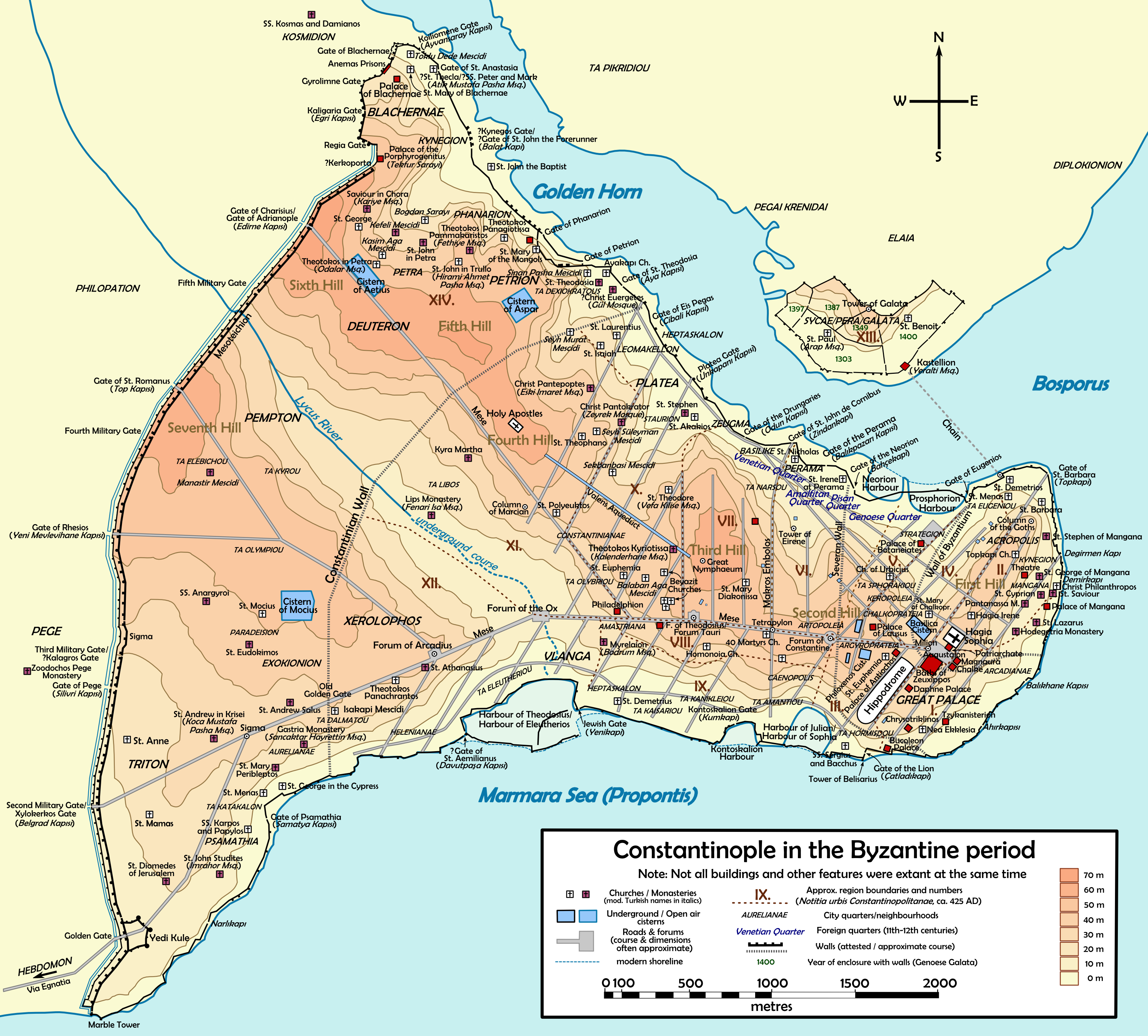
Mappa di Costantinopoli bizantina. La moschea di Toklu Dede si trova nella parte più settentrionale della città murata, a nord della Chiesa di Santa Maria delle Blacherne.

La moschea di Toklu Dede (in turco Toklu Dede Mescidi, dove mescit è la parola turca per una piccola moschea), era una moschea ottomana a Istanbul, in Turchia. L'edificio era originariamente una chiesa ortodossa bizantina di dedica sconosciuta. L'edificio fu quasi completamente distrutto nel 1929.

## Ubicazione
L'edificio si trovava a Istanbul, nel distretto di Fatih, nella Mahalle di Ayvansaray. L'unica parte rimasta dell'edificio - la parete sud - è inglobata in una casa moderna a Toklu Ibrahim Dede Sokak, a pochi metri all'interno della città murata, a breve distanza dalla riva del Corno d'Oro, all'incrocio tra le mura delle Blacherne e quelle del Corno d'Oro, oggi in gran parte abbattute.

## Storia

### Età bizantina
L'origine di questo edificio, che si trovava ai piedi del versante nord della sesta collina di Costantinopoli nel quartiere di ta Karianou, parte del quartiere delle Blachernae, è oscura. Il piccolo santuario si trovava sul lato interno delle Mura di Eraclio, a meno di 100 metri a ovest della ora demolita Porta di Küçük Ayvansaray (in greco Porta Koiliomene) delle mura del Corno d'Oro, e a est della Porta delle Blacherne. La chiesa, così come la vicina moschea di Atik Mustafa Pascià, originariamente anche una chiesa bizantina, è stata identificata con Santa Tecla del Palazzo delle Blacherne (in greco Θγία Θέκλα τοῦ Παλατίου τῶν Βλαχερνών?, Hagia Thekla tou Palatiou tōn Vlakhernōn). Tuttavia, l'edificio si trovava troppo lontano dal Palazzo delle Blacherne, per cui questa identificazione, basata solo sulla somiglianza del nome, dovrebbe essere respinta. Stilisticamente la chiesa appartiene all'età Comnena (metà / seconda metà dell'XI secolo). All'inizio del XIV secolo - nell'età paleologa - la chiesa subì piccoli cambiamenti architettonici e la sua decorazione ad affresco fu rinnovata.

### Età ottomana e turca

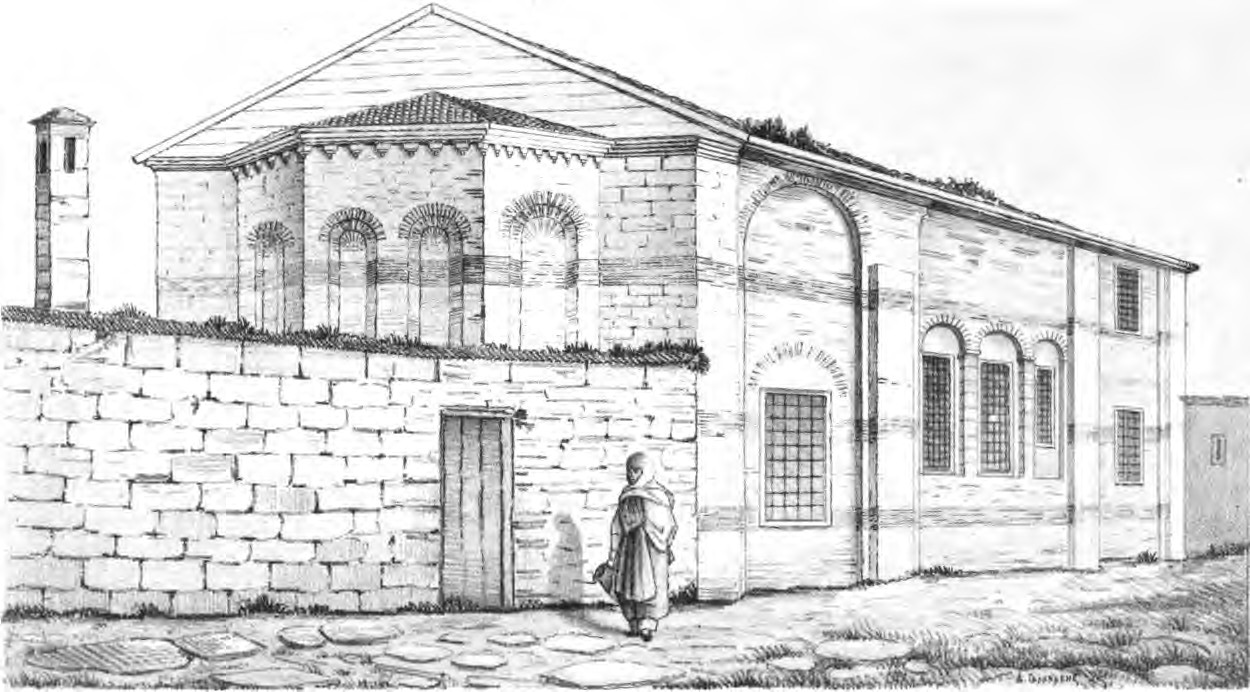
La moschea vista da nord-est in un disegno del 1877, da Studi topografici bizantini di A.G. Paspates

Dopo la caduta di Costantinopoli in mano agli Ottomani nel 1453, tra la fine del XV e l'inizio del XVI secolo la chiesa fu trasformata in una piccola moschea (Mescid) da Toklu Ibrahim Dede, un ex soldato di Mehmed il Conquistatore, il quale era il custode della vicina Türbe di Ebû Şeybet ül Hudrî, il quale, come il più famoso Abū Ayyūb al-Anṣārī (il portabandiera di Maometto), era un compagno del Profeta. Entrambi morirono durante il primo assedio arabo di Costantinopoli e furono sepolti fuori delle mura di Eraclio. La türbe di Ebû Şeybet ül Hudrî è ora collocata nella cittadella tra le Mura di Eraclio e quelle di Leone l'Armeno.
Nel 1929 il proprietario dell'edificio lo demolì quasi completamente, lasciando in piedi solo il muro sud e l'abside. Con la demolizione i dipinti, la cui esistenza era nota dal 1890, tornarono alla luce. La prima rilevazione dei resti avvenne nel 1954. Nel 2012 solo il muro sud era sopravvissuto, racchiuso in un nuovo edificio, e il nome della strada dove una volta si trovava ricorda il piccolo edificio.

## Descrizione
L'edificio aveva una pianta rettangolare con lati esterni di 14,2 m per 6,7 m, simile a quella della Chiesa di Chora, ma su scala ridotta. Un'unica navata quadrata era sormontata da una volta a botte e coperta al centro da una cupola del diametro di circa 4 m. Questa insisteva su archi sostenuti da pilastri angolari. La navata era preceduta da un esonartece e terminava verso est con un bema e un'abside poligonale adornata internamente ed esternamente da nicchie poco profonde.  La muratura dell'edificio era costituita da serie di file di pietre bianche alternate a file di mattoni rossi. Il muro esterno era diviso da mezzi pilastri e lesene sormontate da archi. La chiesa era decorata da affreschi del XIV secolo, tra cui immagini dei Santi Eleutero, Abercio, Policarpo, Spiridione, Procopio e Niceta, alcuni dei quali incorniciati in medaglioni. La volta a botte sopra l'altare era decorata da un affresco raffigurante la Nascita di Gesù.